# Mozilla Foundation
Pour les articles homonymes, voir Mozilla.
La Mozilla Foundation (en français, « fondation Mozilla ») est un organisme à but non lucratif établi en juillet 2003. Elle gère la communauté Mozilla qui développe et publie les produits Mozilla tous libres d'accès et respectant le « Manifeste Mozilla » publié en 2007 par Mitchell Baker afin de « préserver le choix et l'innovation sur Internet ». Les logiciels phares sont, entre autres, le navigateur web Firefox pour ordinateurs, tablettes et mobiles, le logiciel de courrier Thunderbird, Firefox OS (projet abandonné) et le gestionnaire de bugs Bugzilla.
Elle héberge également le Mozilla Developer Network, un centre très populaire de documentation et d'apprentissage pour les développeurs web.
En 2024, Mozilla réalise un chiffre d'affaires de 570 millions de dollars.

## Historique

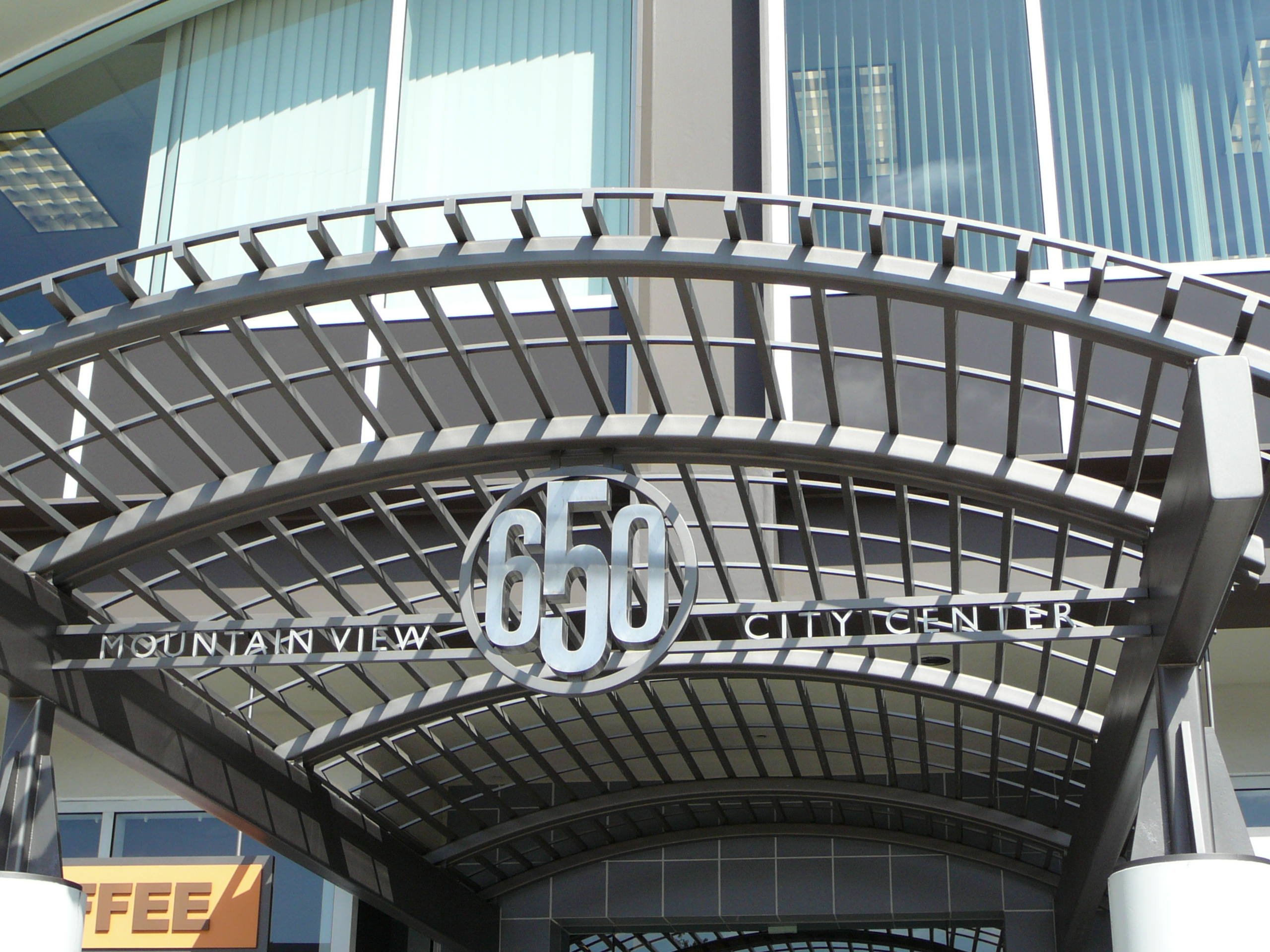
Siège social de la Fondation Mozilla au 650 Castro Street, Mountain View, Californie.

### Nom de code d'un navigateur
La Mozilla Foundation succède à Netscape Communications Corporation en tant qu'entité chapeautant Mozilla.org.
Historiquement, le nom Mozilla a été utilisé au sein de l'entreprise Netscape Communications comme nom de code pour le navigateur web Netscape Navigator.
Ce nom, proposé par Jamie Zawinski, est en fait la contraction du nom « Mosaic killer » (littéralement « tueur de Mosaic ») ; killer étant orthographié killa pour correspondre à la prononciation du mot dans le langage courant. Ce nom traduit l'espoir de ses concepteurs que leur navigateur détrônerait NCSA Mosaic, le navigateur web le plus populaire à l'époque. Il fait également référence au monstre Godzilla

### Création de la fondation
Alors sise à Mountain View en Californie, la fondation est créée le 15 juillet 2003, aidée par America Online (AOL) via un don de deux millions de dollars sur deux ans, des transferts de propriété intellectuelle et de matériel ainsi qu'un support en moyens humains.

### Évolutions
En mai 2015, Jascha Kaykas-Wolff rejoint Mozilla Foundation en tant que « Chief Marketing Officer ». Il met en place le « marketing agile » qui porte ses fruits en 2016. Chaque Mozillien n'est plus focalisé sur son propre champ d'action mais a une vision de toute la chaîne. Le « marketing agile » est considéré comme trois fois plus performant pour la société qui l'utilise face à ses concurrents.

### Licenciements
En octobre 2024, la Mozilla Foundation licencie 30 % de ses effectifs sur 120 employés, accusant une "avalanche constante de changements [dans le monde de la technologie]", ce que le chef des communications Brandon Borrman confirme à TechCrunch. 
La directrice exécutive? Nabiha Syed a annoncé la nouvelle aux concernés le 30 octobre, en expliquant que les divisions de défense des droits, qui luttait pour un internet libre et ouvert, et de programmes mondiaux "ne font plus partie de [la] structure",,.

## Identité visuelle

Logo de novembre 2009 à juillet 2012.
Logo de juillet 2012 à janvier 2017.
Logo de janvier 2017 à décembre 2024.
Logo depuis décembre 2024.

## Filiales

### Mozilla Corporation
Le 3 août 2005, la Mozilla Foundation crée la Mozilla Corporation. Société détenue à 100 % par la Mozilla Foundation, elle emploie désormais les salariés de celle-ci. Elle garde sa mission de « préserver le choix et l'innovation sur l'Internet » tout en élargissant ses possibilités de partenariat et de clientèle. C'est Mitchell Baker qui en est la présidente depuis décembre 2019, tandis que Frank Hecker reprend la tête de la Mozilla Foundation.

### Suite internet libre multiplateforme
Les développements de 1998 à 2003 sont repris sous le nom de Mozilla Application Suite. Il s'agit d'une suite Internet libre multiplate-forme notamment composée d'un navigateur web, d'un client de messagerie, d'un lecteur de nouvelles, d'un éditeur HTML et d'un client IRC. Cette suite est reprise en 2005 par SeaMonkey.

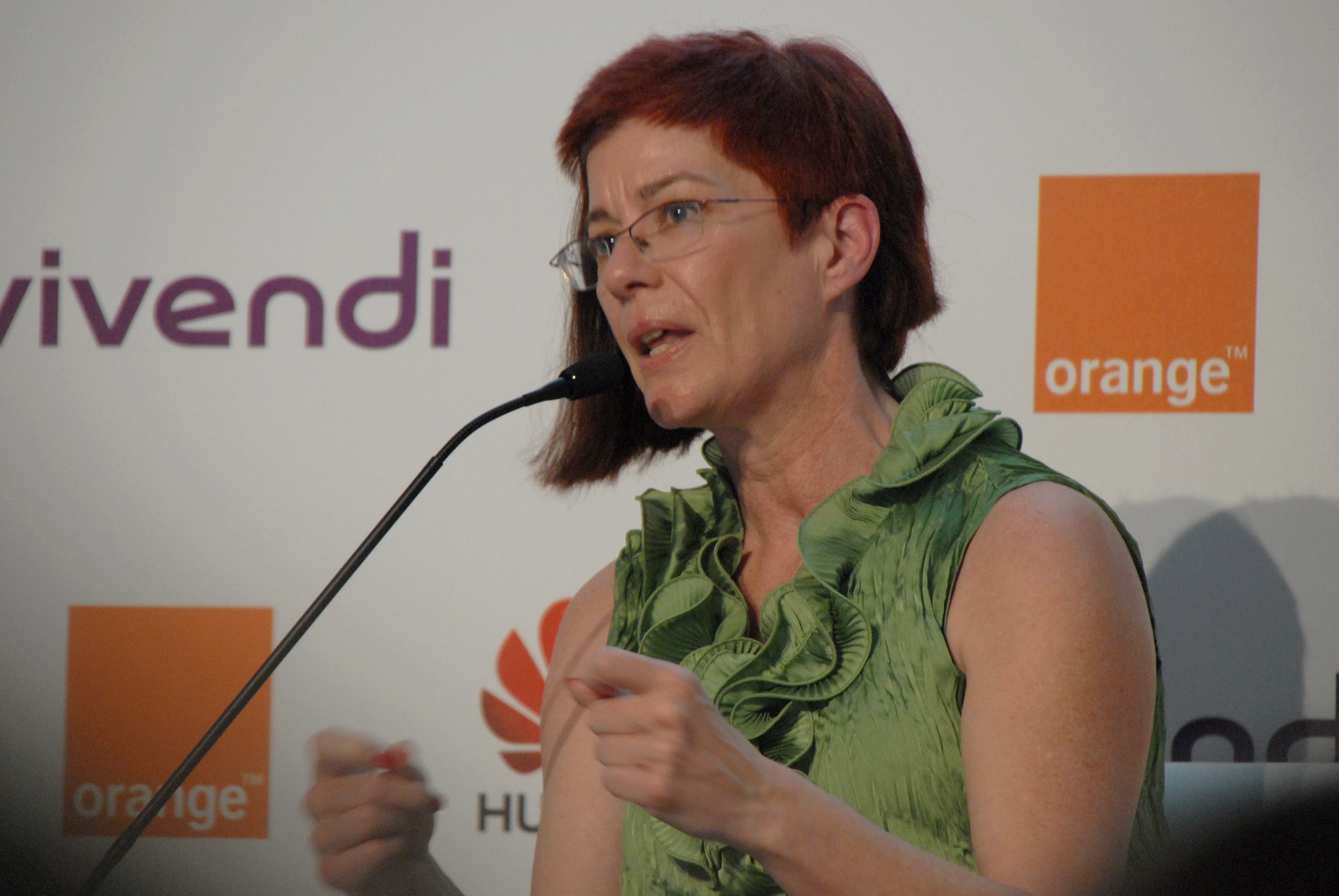
Mitchell Baker, présidente du conseil d'administration de Mozilla.

### Mozilla Messaging
La fondation crée le 19 février 2008 une filiale à but non lucratif, Mozilla Messaging, pour accélérer le développement et le marketing du client de messagerie libre Mozilla Thunderbird. Après plusieurs années d'améliorations de Thunderbird, l'équipe de développement est intégrée en avril 2011 aux Mozilla Labs et la société Messaging dissoute[réf. nécessaire].

### MZLA Technologies Corporation
Le 28 janvier 2020, Philipp Kewisch annonce dans un blog « qu'a partir d'aujourd'hui » le projet Thunderbird sera dirigé par une filiale (MZLA Technologies Corporation) détenue à 100 % par la Mozilla Foundation dans le but de permettre plus de « flexibilité et d'agilité » au projet. La création de la filiale permettra également à Mozilla Thunderbird de collecter des revenus par le biais de partenariats et de dons non caritatifs et d'offrir aux utilisateurs des services et produits qu'il n'était pas possible de fournir sous l'égide de la fondation Mozilla.

## Antennes locales
La fondation est aussi financée grâce à des dons privés.
Des antennes locales ont été ouvertes, comme Mozilla Europe ou Mozilla Japon.
En 2021, il ne reste plus que six Mozilla spaces sur les douze ayant existé auparavant : San Francisco, Pékin, Berlin, Paris, Portland (Oregon) et Toronto.
Un monument dédié aux contributeurs de Mozilla est exposé au Mozilla space de San Francisco. Depuis fin 2020, le siège social de Mozilla se trouve dans ses bureaux de San Francisco.

## Structure organisationnelle
Le conseil d'administration de la fondation Mozilla (« Board of Directors ») est composé de huit membres :
- Mitchell Baker- présidente (« Chair »)
- Brian Behlendorf
- Wambui Kinya
- Mohamed Nanabhay
- Navrina Singh
- Mark Surman (en)
- Helen Turvey
- Nicole Wong.

La fondation a aussi une vingtaine d'employés payés pour développer Mozilla et aider à la coordination des actions de l'organisation. En plus des employés salariés, la fondation loue de temps en temps des services de contractuels comme Blake Ross. Le comité qui fait fonctionner la Mozilla Foundation est connu sous le nom « staff de mozilla.org ». Il est composé à la fois d'employés de la fondation et de bénévoles.

## Produits

### Analyse de sites Web sécurité et confidentialité
Mozilla a mis officiellement son projet Observatory by Mozilla en libre accès en 2016. Ce projet a été conçu toujours avec la même philosophie open source « nous œuvrons à améliorer le Web » pour aider principalement les professionnels à configurer et tester leurs sites en toute sécurité. Le constat de la non-utilisation des nombreuses technologies d'Internet mises à disposition pour des échanges sécurisés a persuadé Mozilla d'assurer ce service.

### Bulletin de santé d'internet
La fondation publie en janvier 2017 un prototype du bulletin de santé d'internet la version 1.0 sortira d'octobre à décembre 2017. Le bulletin publié sur une base régulière analyse les éléments « utiles et néfastes à notre principale ressource mondiale » : ouverture, accès à Internet, liberté d'expression, sécurité et respect de la vie privée, etc.
La fondation fait le même constat lors de son bulletin de santé 2018 sur cinq grands axes déficients en protection et accessibilité : « vie privée et sécurité, ouverture, inclusion numérique, éducation au Web et décentralisation ».

### Techniques de développement

#### Mozilla application framework
Mozilla application framework ou « Plate-forme Mozilla » est un framework permettant de mettre au point des logiciels multiplateformes, c’est-à-dire pouvant tourner sous plusieurs systèmes d’exploitation. Ce framework se compose principalement du moteur de rendu Gecko mais aussi de XUL (pour la partie interface graphique), de Necko (bibliothèque logicielle destinée à la gestion du réseau), et d’autres composants. Tous les navigateurs de type Mozilla sont basés sur ce framework.

#### Mozilla codebase
Les codes sources des projets de logiciels Mozilla tels que Firefox, Thunderbird, et XULRunner sont gérés de façon collective dans un dépôt CVS unique. Cet ensemble de codes sources, d'une taille importante, est désigné sous le nom de « Mozilla codebase », « Mozilla source code » ou simplement « Mozilla ».
Au moment de sa sortie, cet ensemble de codes sources fut placé sous licence NPL (Netscape Public License). Lors du passage en version 1.1, la licence NPL prit le nom de « Mozilla Public License » (MPL). La FSF (Free Software Foundation) et d'autres soulignèrent alors le fait qu'un logiciel ne pouvait pas être à la fois sous licence GPL et sous licence MPL pour cause d'incompatibilité au niveau juridique. Par conséquent, il fut recommandé aux développeurs de ne pas utiliser la licence MPL. Pour résoudre ce problème, la Fondation Mozilla a revu la licence des codes sources en 2003 et les a placés sous trois licences : GPL, LGPL et MPL.

### Produits phares
- Navigateur web Firefox, auparavant nommé Phoenix puis Firebird
- Logiciel de courrier électronique Thunderbird
- Agendas Sunbird (développement arrêté en 2010) et Lightning
- Gestionnaire de bogues Bugzilla
- OS mobile Firefox OS (2012-2016)

### Projets natifs
- Navigateur web pour smartphone sous Microsoft Windows Mobile Minimo (pour « Mini Mozilla »)
- Extension IRC à Firefox ChatZilla

### Logiciels de développement
- Bonsai
- Tinderbox
- XULRunner

### Autres logiciels et technologies
- Mozbot[27]
- Grendel
- SpiderMonkey
- Electrical Fire
- Venkman
- Rhino
- Personal Security Manager (PSM)
- Network Security Services for Java (JSS)
- Network Security Services (NSS)
- Rust
- XUL
- XBL
- XPCOM
- XPInstall
- Netscape Portable Runtime (NSPR, une API)

### Produits hébergés
- SeaMonkey (anciennement Mozilla Application Suite ou Mozilla Suite)
- Camino (navigateur pour Mac OS X, 2002-2012)

### Produits dérivés
- Éditeur de page web Nvu, produit dérivé de l'éditeur de Mozilla Suite écrit par la société Disruptive Innovations et sponsorisé par la société Linspire.

### Évolutions
- La fondation acquiert en 2017 le service de marque-pages Pocket (anciennement Read It Later), qui permet la gestion et la lecture d'articles hors-ligne[28]. Ce service de lecture différée doit améliorer et accroître la présence de Firefox sur mobile[29].

## Activités

### Soutien aux projetsopen sourceet logiciel libre
La fondation participe aux événements mondiaux de promotion des logiciels libres comme le Capitole du libre et l'Ubuntu Party, ou open source comme le Paris Open Source Summit.
En 2015, la fondation lance son programme Mozilla Open Source Support (MOSS) doté d'un million de dollars pour soutenir une dizaine de projets open source et logiciel libre. La fondation a versé au deuxième trimestre 2016 585 000 dollars dont 200 000 attribués à PyPy, une implémentation alternative de Python.

Mozilla à l'Ubuntu Party Paris 1610 novembre 2016.
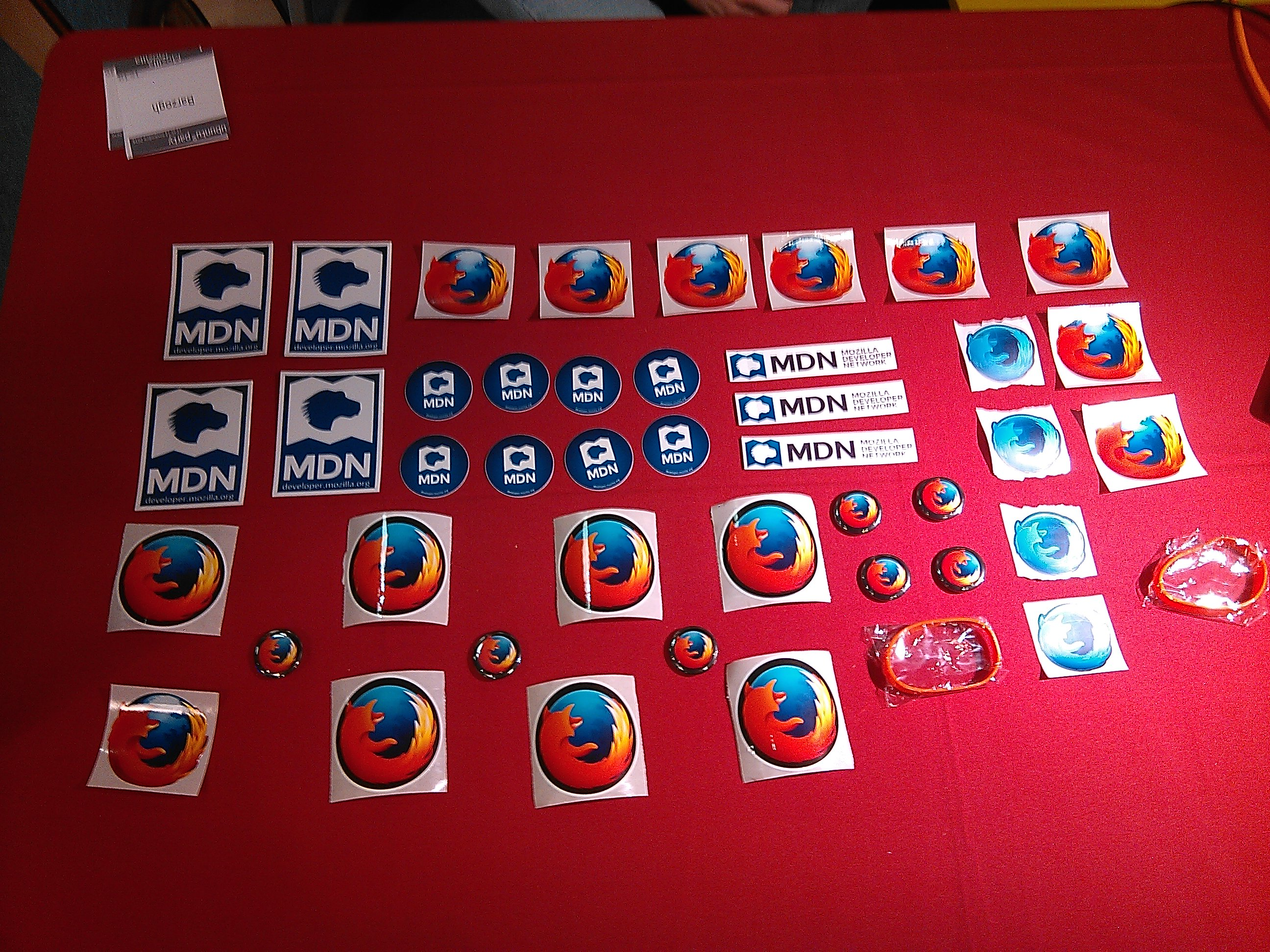
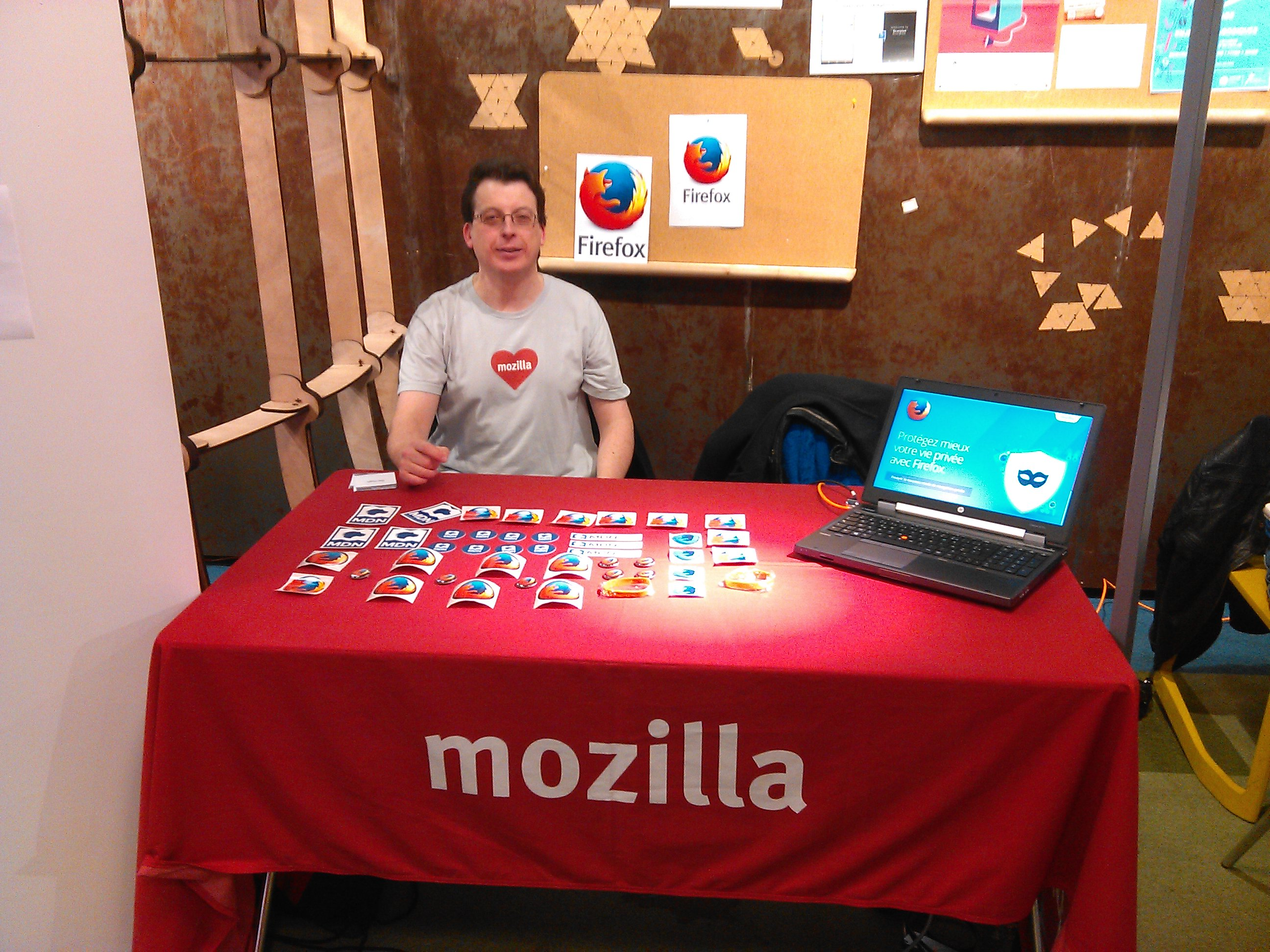

### Protection des données et de la vie privée
En 2016, Mozilla rejoint la démarche de Microsoft contre le projet du gouvernement américain visant à accéder aux données d'utilisateurs sans que ceux-ci en soient informés.
La fondation a fait face à de nombreuses critiques de ses utilisateurs et de sa communauté en décembre 2017 lorsqu'elle a inclus dans les modules complémentaires de Firefox en version anglaise— sans que ce soit sollicité par l'utilisateur et donc de manière secrète — l'extension Looking Glass « ma réalité est différente de la tienne », faisant ainsi la promotion publicitaire de la série Mr. Robot. Mozilla, face aux critiques, a retiré l'extension de Firefox et publié le code source pour rassurer définitivement sa communauté dont une partie craignait une dérive de pistage promotionnelle et commerciale contraire au positionnement de Mozilla en faveur de la protection de la vie privée et du consentement de l'utilisateur.
En mars 2018 à la suite de l'affaire Cambridge Analytica, Mozilla lance une pétition pour la protection des données privées par défaut de la part de Facebook.
La fondation annonce en juillet 2018 son partenariat avec Women Who Tech pour le Women Startup Challenge Europe. Mitchell Baker fait partie du jury chargé d’évaluer les présentations des start-ups qui ont le mieux intégré les notions de vie privée, de transparence et de responsabilité dans leur travail.

### Mozilla Information Trust Initiative (MITI)
La fondation lance Mozilla Information Trust Initiative[Quoi ?] (MITI) en 2017 pour préserver la crédibilité et la santé d'internet en combattant la pollution de l'information sur le web et les fake news.
Mozilla demande une participation accrue des organisations avec lesquelles elle travaille déjà : médias, ressources éducatives en ligne, programmes de recherche, soutien à des conférences et forums, etc. Par la suite est également prévue « une série de hackathons en partenariat avec des rédactions aux États-Unis et en Allemagne, [pour inventer] des outils qui pourraient redonner confiance aux utilisateurs dans les informations en ligne ».
Mozilla s'appuie sur le réseau mondial issu de son navigateur Firefox pour réaliser cet ambitieux projet autour de quatre axes : le produit, l’éducation, la recherche, et les interventions créatives.

### Étude sur l'appréhension du tout connecté
En août 2017, la fondation lance une grande consultation en ligne sur le ressenti des internautes face à l'avenir du tout connecté. Elle reçoit 189 770 réponses du monde entier.
Leur étude montre une méfiance des internautes sur l'avenir du tout connecté, près de la moitié des sondés craignant pour leur vie privée et un quart redoutant la perte des contacts humains. Les objets les plus connectés sont les smartphones (85,7 %), les ordinateurs portables (4,8 %) et les routeurs Wi-Fi (84,1 %). Les objets en devenir sont les voitures connectées (8,2 %), les appareils électroménagers (7,7 %) et les enceintes intelligentes (5,7 %),.

### Neutralité du Net
En 2017, l'administration Trump œuvre à la suppression de la neutralité du Net dans les textes. En décembre 2017, la Commission fédérale des communications (FCC) adopte le To Restore the Internet Freedom Act : elle abandonne son pouvoir de sanction au profit de l’autorégulation du marché avec d'éventuels rappels à l’ordre de la Federal Trade Commission (FTC).
Le 20 août 2018, la fondation Mozilla annonce son acte d'accusation à l’encontre de la FCC, cosigné par plusieurs associations et entreprises. Elle reproche à la FCC de méconnaître le fonctionnement d’Internet et écrit : « Qu'elle repose sur des contorsions sémantiques ou simplement sur un manque de compréhension inhérent, la FCC affirme que les FAI n'ont tout simplement pas besoin de fournir sans interférence des sites Web que vous demandez ».

## Contrats avec les moteurs de recherche

### Google
De 2004 à 2014, les accords passés avec Google pour mettre son moteur de recherche par défaut sur le navigateur Firefox ont représenté jusqu'à 90 % des royalties touchées par la fondation.

### Diversification de par le monde
Par la suite, Mozilla fait le choix de ne pas renouveler cet accord exclusif et de passer plusieurs accords dans différents pays. Yahoo! devient ainsi le moteur de recherche par défaut pour les États-Unis, Yandex pour la Russie et Baidu pour la Chine. Cette décision eut un impact immédiat sur les parts de marchés respectives de Google et Yahoo! : ce dernier a récupéré 3 % des parts de Google en un an.
En Europe cependant, Google demeure le choix par défaut du navigateur web. En décembre 2011, Google et la Mozilla Foundation annoncent que la première versera 300 millions de dollars par an pendant trois ans pour que le moteur de recherche par défaut du navigateur Mozilla Firefox reste Google,.
Ce choix de diversification s'avère pertinent : Mozilla a augmenté en 2015 son chiffre d'affaires de 28 % notamment grâce au contrat signé jusqu'en décembre 2019 avec Yahoo États-Unis.
Le 15 novembre 2017, Mozilla rompt le contrat avec Yahoo! Fondé sur un partage de revenus publicitaires, l’accord, signé fin 2014, faisait de Yahoo! le moteur de recherche par défaut pour les internautes américains utilisateurs de Firefox. Le contrat devait initialement durer jusqu'en 2019,.

### Qwant
En 2016, la fondation Mozilla conclut un accord avec le moteur de recherche Qwant, promoteur de la même philosophie que la fondation, notamment en matière de protection de l'internaute sur le Web et le respect de la vie privée,.

## Données économiques

### Données financières
| Année | Recettes      | Redevances des accords de recherche (en % des recettes) | Dépenses totales | Sources |
| ----- | ------------- | ------------------------------------------------------- | ---------------- | ------- |
| 2005  | 52 906 602 $  | 50 516 268 $ (95 %)                                     | 8 172 528 $      | ,       |
| 2006  | 66 840 850 $  | 61 561 496 $ (92 %)                                     | 19 776 193 $     | ,       |
| 2007  | 75 125 640 $  | 70 035 553 $ (93 %)                                     | 33 327 855 $     | ,       |
| 2008  | 77 737 000 $  | 83 600 300 $ (108 %)                                    | 48 536 000 $     | ,       |
| 2009  | 104 305 000 $ | 101 537 000 $ (97 %)                                    | 61 158 000 $     | ,       |
| 2010  | 123 206 000 $ | 121 109 000 $ (98 %)                                    | 87 348 000 $     | ,       |
| 2011  | 163 474 000 $ | 161 904 000 $ (99 %)                                    | 145 484 000 $    | ,       |
| 2012  | 311 005 000 $ | 304 539 000 $ (98 %)                                    | 208 587 000 $    | ,       |
| 2013  | 314 100 000 $ | 306 054 000 $ (97 %)                                    | 295 460 000 $    | ,       |
| 2014  | 329 558 000 $ | 323 343 000 $ (98 %)                                    | 317 849 000 $    | ,       |
| 2015  | 421 275 000 $ | 417 380 000 $ (99 %)                                    | 337 698 000 $    | ,       |
| 2016  | 520 373 000 $ | 503 677 000 $ (97 %)                                    | 360 600 000 $    | ,       |
| 2017  | 562 279 000 $ | 539 168 000 $ (96 %)                                    | 421 787 000 $    | ,       |
| 2018  | 450 860 000 $ | 429 695 000 $ (95 %)                                    | 451 371 000 $    | ,       |
| 2019  | 828 614 000 $ | 451 246 000 $ (54 %)                                    | 495 279 000 $    | ,       |
| 2020  | 496 867 000 $ | 441 279 000 $ (89 %)                                    | 438 815 000 $    | ,       |
| 2021  | 600 684 000 $ | 527 585 000 $ (88 %)                                    | 339 961 000 $    | ,       |
| 2022  | 593 516 000 $ | 510 389 000 $ (86 %)                                    | 425 220 000 $    | ,       |
| 2023  | 653 012 000 $ | 494 874 000 $ (76 %)                                    | 496 723 000 $    | ,       |